# ارتش تاریکی: دفاع
ارتش تاریکی: دفاع (انگلیسی: Army of Darkness: Defense) یک بازی ویدئویی برای سکوهای می‌باشد اندروید و آی‌اواس که توسط بک‌فلیپ استودیوز توسعه و نشر پیدا کرده است. ارتش تاریکی: دفاع اولین بار در ۱۲ مه ۲۰۱۱ و در آمریکای شمالی منتشر شده است.
این بازی بر اساس فیلم سینمایی ارتش تاریکی (۱۹۹۲) ساخته شده است.